# Ледовский, Андрей Мефодьевич
Андре́й Мефо́дьевич Ледо́вский (16 октября 1914—29 ноября 2007) — советский дипломат. Чрезвычайный и полномочный посол.

## Биография
Член ВКП(б) с 1939 года, КПРФ с 1993 года. Окончил физико-математический факультет Астраханского учительского института (1939) и Высшую дипломатическую школу НКИД СССР (1942). Кандидат исторических наук.
- В 1943—1944 годах — консул СССР в Ланьчжоу (Китай).
- В 1944—1946 годах — атташе посольства СССР в Китае.
- В 1946—1947 годах — генеральный консул СССР в Пекине (Китай).
- В 1947—1948 годах — сотрудник центрального аппарата МИД СССР.
- В 1948—1950 годах — первый секретарь посольства СССР в Китае.
- В 1950—1952 годах — генеральный консул СССР в Мукдене (ныне Шэньян, Китай).
- В 1952—1955 годах — заместитель заведующего Дальневосточным отделом МИД СССР.
- В 1955—1959 годах — советник посольства СССР в США.
- С 9 июня 1959 по 1 марта 1966 года — чрезвычайный и полномочный посол СССР в Бирме.
- В 1966—1973 годах — заместитель заведующего Отделом заграничных кадров ЦК КПСС.
- В 1973—1980 годах — заместитель председателя Президиума Союза советских обществ дружбы и культурной связи с зарубежными странами.
- С 1980 года — сотрудник Института Дальнего Востока АН СССР.

## Награды
- Орден Красной Звезды (5 ноября 1945)
- Орден «Знак Почёта»
- Медаль «За доблестный труд в Великой Отечественной войне 1941—1945 гг.».

## Семья
Был женат, имел четырёх дочерей.